# IPAQ
L'iPAQ és la PDA ( Personal Digital Assistant ) per PocketPC de Hewlett-Packard. Va ser llançada per Compaq al 1997 fins que el 2002 aquesta va ser absorbida per HP. Fou el principal competidor del Palm Pilot, però es diferencia d'aquest en una major capacitat multimèdia i un entorn més semblant a Windows. Té nombrosos accessoris com lectors de targetes, targetes de xarxa sense fils, GPS, bateries extra, Bluetooth, identificació dactilar, etc.
El sistema operatiu sobre el qual funcionen és Windows Mobile de Microsoft. No obstant això funcionen altres sistemes operatius alternatius en iPAQ.
A juny del 2003 HP va anunciar una nova línia d'iPAQs i va deixar de fabricar les sèries 1xxx, 2xxx i 5xxx. Aquestes són venudes amb Windows Mobile 2003 com a estàndard. A mitjans d'agost de 2011, HP va anunciar que deixava de produir aparells webOS i aparells portàtils.

## Versions

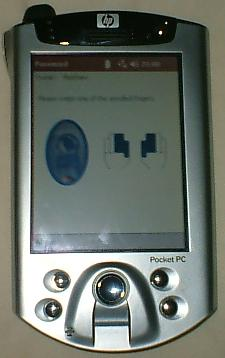
HP iPAQ 5500.

- Compaq iPaq H3600 sèries, és la sèrie original d'iPAQ, tenien pantalles a color de 12 bits, 64 MB de RAM i 16 de Memòria ROM.
- Compaq iPaq 3100 sèries, són una sèrie més barata que la 3600, no tenien pantalla en color.
- Compaq iPaq H3700 sèries, són iguals que els models de la sèrie 3600 però amb més RAM i executaven PocketPC 2002 nativament.
- Compaq iPaq H3800 sèries, són els primers a incloure pantalles de 16 bits, incorporaven lectors de Secure Digital (SD) i una major RAM.
- Compaq iPaq 3900 sèries, és l'evolució de la sèrie 3800. Tenien un processador Intel XScale i els últims models van afegir Bluetooth i IrDA.
- HP iPAQ H1900 sèries, la primera sèrie després de la compra d'HP. Era més petita que els seus antecessores. La memòria principal és de 64 MB. Executen PocketPC 2002 (sèrie 1910) o 2003. També permetien bateries extra, encara que molts dels accessoris existents no eren compatibles.
- HP iPAQ H5400 sèries, afegeixen Wi-Fi, Bluetooth i escàner biomètric. Aquesta sèrie presentava molts errors que van ser corregits amb actualitzacions del microprogramari.
- HP iPAQ 5500 sèries, és la versió corregida de la sèrie 5400 amb el doble de RAM.
- HP iPAQ H5100 sèries, una sèrie inferior a la 5500, sense suport Wi-Fi i RAM de 64MB.
- HP iPAQ H2200 sèries, destinats al mercat de consum. Memòria RAM de 64MB, PocketPC 2003 i molts accessoris.
- HP iPAQ H4300 sèries, són semblants a la sèrie 2200. Integren Wi-Fi, suport per a Bluetooth i un petit teclat.
- HP iPAQ H4100 sèries, està orientada al mercat corporatiu, inclou Wi-Fi i SDIO.
- HP iPAQ hx4700 sèries, té pantalla VGA, Wi-Fi, Bluetooth 1.2, SD, CompactFlash, touchpad, un processador de 624 MHz i executa Windows Mobile 2003 Second Edition.
- HP iPAQ rz1700 sèries, funciona sobre Windows Mobile 2003 Second Edition, sense wireless i amb 32 MB de RAM.
- HP iPAQ h6300 sèries, és un híbrid de PocketPC i telèfon mòbil. Té GSM, 64 MB RAM, processador TI de 195 MHz, un petit teclat.

## Carta de referència ràpida

### Antics models
| Model | RAM | ROM | Slots      | CPU        | MHz | SO      | Wi-Fi   | Bluetooth | Més  |
| ----- | --- | --- | ---------- | ---------- | --- | ------- | ------- | --------- | ---- |
| H3100 | 16  | 16  | Cap        | ARM SA1110 | 206 | PPC2000 |         |           |      |
| H3630 | 32  | 16  | Cap        | ARM SA1110 | 206 | PPC2000 |         |           |      |
| H3660 | 64  | 16  | Cap        | ARM SA1110 | 206 | PPC2000 |         |           |      |
| H3850 | 64  | 32  | 1SD        | ARM SA1110 | 206 | PPC2002 |         |           |      |
| H3870 | 64  | 32  | 1SD        | ARM SA1110 | 206 | PPC2002 |         | BT1.1     |      |
| H3950 | 64  | 32  | 1SD        | PXA250     | 400 | PPC2002 |         |           |      |
| H3970 | 64  | 48  | 1SD        | PXA250     | 400 | PPC2002 |         | BT1.1     |      |
| H5500 | 128 | 32  | 1 CF 1SDIO | PXA250     | 400 | WM2003  | 802.11b | BT1.1     |      |
| H1910 | 64  | 16  | 1SD        | PXA250     | 200 | PPC2002 | no té   |           |      |
| H1930 | 64  | 32  | 1SDIO      | S3C2410    | 203 | WM2003  | no té   |           |      |
| H1950 | 64  | 32  | 1SDIO      | S3C2410    | 266 | WM2003  | 802.11b | BT1.1     |      |
| H2210 | 64  | 64  | 1CF 1SDIO  | PXA250     | 400 | WM2003  |         | BT1.1     |      |
| H4150 | 64  | 64  | 1SDIO      | Cap        | 400 | WM2003  | 802.11b | BT1.1     |      |
| H6300 | 64  | 64  | 1SDIO      | TI OMAP    | 168 | WM2003  | 802.11b | BT1.1     | GPRS |

### Nous models
| Model  | RAM | ROM | Slots         | CPU     | MHz | SO       | Wi-Fi   | Bluetooth | Més                           |
| ------ | --- | --- | ------------- | ------- | --- | -------- | ------- | --------- | ----------------------------- |
| Rz1700 | 64  | 64  | 1SDIO         | S3C2410 | 203 | WM2003SE |         | BT1.2     |                               |
| Rx3100 | 32  | 64  | 1SDIO         | S3C2410 | 300 | WM2003SE | 802.11b | BT1.2     |                               |
| Rx3400 | 32  | 64  | 1SDIO         | S3C2410 | 300 | WM2003SE | 802.11b | BT1.2     |                               |
| Rx3700 | 64  | 64  | 1SDIO         | S3C2410 | 400 | WM2003SE | 802.11b | BT1.2     |                               |
| Rx3715 | 64  | 128 | 1SDIO         | S3C2410 | 400 | WM2003SE | 802.11b | BT1.2     | Infra Vermells, Camara 1'2Mpx |
| Hx2410 | 64  | 64  | 1CF 1SDIO     | PXA270  | 520 | WM2003SE | 802.11b | BT1.2     |                               |
| Hx2750 | 128 | 128 | 1CF 1SDIO     | PXA270  | 624 | WM2003SE | 802.11b | BT1.2     |                               |
| Hx4700 | 64  | 128 | 1CF 1SDIO     | PXA270  | 624 | WM2003SE | 802.11b | BT1.2     |                               |
| Hw6500 | 64  | 64  | 1SDIO 1miniSD | PXA270  | 312 | WM2003SE |         | BT1.2     | GPRS, GPS                     |
| Hw6940 | 64  | 64  | 1miniSD       | PXA270  | 416 | WM5.0    | 802.11b | BT1.2     | GPRS/EDGE, GPS                |

## Sistemes operatius alternatius per iPAQ
NetBSD
NetBSD pot instal·lar i executar en iPAQ.
Familiar Linux
Una alternativa basada en Linux per iPAQ, és el sistema Familiar. Es pot utilitzar amb la Opie o amb la interfície gràfica d'usuari GPE, o un sistema Linux sense una interfície gràfica d'usuari per defecte.
Opie i GPE tenen una suite anomenada [PIM] (calendari, contactes, llistes i notes). A més d'una gran varietat d'aplicacions. Suporta reconeixement d'escriptura manual, teclat en pantalla, bluetooth, IrDA i maquinari opcional com teclats.
La versió v0.8.4 (20-08-2006) suporta les sèries HP iPAQ H3xxx i H5xxx i introdueix suport d'inici per les sèries HP iPAQ H2200, Hx4700, i H6300.
Plan 9 de Bell LabsEs pot executar en un iPAQ. El sobrenom de l'arquitectura és "bits i".